# Trinity (St. Kitts)
Trinity ist eine Siedlung auf der Insel St. Kitts im Inselstaat St. Kitts und Nevis in der Karibik.

## Geographie
Die Siedlung liegt im Parish Trinity Palmetto Point zentral an der Südküste der Insel in der Palmetto Bay, zwischen Basseterre und Old Road Town. Das Ortsgebiet wird begrenzt durch die Läufe der Intermittent Streams English River und Willits Gut.
Im Ort steht die Trinity Church.